# Carta di Treviso
La Carta di Treviso è un protocollo firmato il 5 ottobre 1990 da Ordine dei giornalisti, Federazione nazionale della stampa italiana e Telefono azzurro con l'intento di disciplinare i rapporti tra informazione e infanzia. La Carta, che prende il nome della città che ne ospitò il convegno, da una parte salvaguarda il diritto di cronaca, dall'altra pone l'accento sulla responsabilità che tutti i mezzi d'informazione hanno nella costruzione di una società che rispetti appieno l'immagine di bambini e adolescenti. Alla base c'è il principio di difendere l'identità, la personalità e i diritti dei minorenni vittime o colpevoli di reati, o comunque coinvolti in situazioni che potrebbero comprometterne l'armonioso sviluppo psichico. Stesse garanzie sono assicurate anche ai soggetti marginali nella società.
Il documento è stato approfondito e integrato dal Vademecum del 25 novembre 1995; il 30 marzo 2006 la Carta è stata aggiornata estendendo la tutela dei minori ai mezzi di comunicazione digitali. Il 25 luglio 2012 i tre firmatari hanno sottoscritto un protocollo d'intesa per la promozione e la diffusione dei principi contenuti nella Carta.
Dal 3 febbraio 2016 la Carta è parte integrante del «Testo unico dei doveri del giornalista», come allegato all'art. 5.

## Principi
La Carta di Treviso ha fissato alcune norme vincolanti di autoregolamentazione per i giornalisti italiani e, in senso lato, per tutti gli operatori di informazione:
- I giornalisti sono tenuti ad osservare la normativa penale, civile ed amministrativa che regola la corretta informazione in materia di minori;
- I giornalisti sono tenuti a garantire l'anonimato del minore coinvolto in fatti di cronaca giudiziaria e in fatti di cronaca potenzialmente lesivi della sua personalità;
- I giornalisti devono evitare di pubblicare qualsiasi elemento che possa portare ad identificare un minore coinvolto in procedimenti giudiziari, sia esso un dato (generalità dei genitori, indirizzo di casa, scuola, ecc.) sia esso una fotografia o un filmato. Analogo comportamento deve essere osservato per episodi di pedofilia e abusi di ogni genere;
- Nei casi di separazione dei genitori con figli minorenni, di adozioni o di affidamento, il giornalista è tenuto a non enfatizzare o spettacolarizzare la rappresentazione dei fatti; inoltre deve garantire anche in questi casi l'anonimato dei minori coinvolti;
- Il minore non va intervistato o impegnato in trasmissioni televisive o radiofoniche che possano lederne la dignità o turbare il suo equilibrio psicologico, e ciò a prescindere dall'eventuale consenso dei genitori;
- Nei casi di minori malati, svantaggiati o in difficoltà, occorre porre particolare attenzione nella diffusione delle immagini e nella narrazione delle vicende, allo scopo di non scivolare nel sensazionalismo e/o nel pietismo, che potrebbero divenire sfruttamento della persona;
- Tutte le precauzioni finora elencate vanno applicate anche al giornalismo online, multimediale e ad altre forme di attività giornalistica che utilizzino innovativi strumenti tecnologici;
- Tutti i giornalisti sono tenuti all'osservanza di tali regole per non incorrere nelle sanzioni previste dalla legge istitutiva dell'Ordine.